# Kika Mol
Kika Mol (Den Haag, 30 mei 1949) is een Nederlandse actrice, presentatie- en communicatiecoach.

## Actrice en freelance docent
Na een klassieke balletopleiding aan de Scapino Dans Academie in Amsterdam werkte Mol als danseres bij Dans Groep Ivo Cramér in Stockholm, Zweden. Daarna vergezelde zij Toon Hermans als assistent op zijn tournee door Canada. Afgewisseld met theatervoorstellingen volgde zij acteertrainingen bij o.a. Joyce Aaron, Candace de Puy, Warren Robertson in New York en Acteurs studio van Hein Dop in Amsterdam. Sinds 1989 werkt ze als presentatie- en communicatiecoach met als specialiteit persoonlijke presentatiecoaching

## Theaterrollen (selectie)
- Kijktáárna (1972) - cabaret met Leen Jongewaard, Adèle Bloemendaal en Rob van de Meeberg.
- De Cirkel (Toneelgroep Podium,1973)
- Kennedy's Children (Atelier, 1974) - activiste
- De verlegen versierder (Pleziertheater,1977) - Carla Winter
- Witkacy (1977)
- Een hondeleven (Theaterunie, 1980) - Sjeila, een Afghaanse windhond
- De drempel (Theaterunie, 1980)
- De Jordaan (Nooij's Volkstheater, 1984) - Matje

Als choreografe:
- Gieren op een eiland (Cabaret Honoloeloe, 1973)

## Filmografie (selectie)
- Wat zien ik!? (1971) - prostituee
- Daniel (1971) - Magda
- Entre toutes les femmes (1972) - onderduiker
- Eén van de acht (1972) - sketch met Sylvia de Leur, John Kraaijkamp sr. en Rijk de Gooyer
- Tegenvoeters (1972) - Helena, dochter van caféhouder
- Ster-allures (amusementsprogramma, 1973) - gastoptreden
- Erfgenamen van Ravenborgh (1973) - Belle
- Marijke (1973) - dienstmeisje
- Kunt u mij de weg naar Hamelen vertellen, mijnheer? (1974) - Prinses Zwijnhilde
- Q & Q (1974) - Supermarktcaissière
- Conny in de ban der camera's (1974) - gastoptreden in special rond Conny Stuart
- De rode autobus (74-76) - Jolein
- Mens erger je niet (1975)
- Improvisaties (1978) - Deelnemer
- B. Slot (1979) - Elly
- Das Traumhaus (1980) - Käthe
- Come-Back (1981) - fysiotherapeute Marian
- Medisch Centrum West - Martine Bos (1992)
- Pril geluk (1994) - Ien van der Meer

## Privé
Kika Mol is de dochter van acteur Albert Mol (1917-2004) en danseres Lucy Bor. Ze is sinds 1989 actief als presentatie- en communicatiecoach. Mol werkt o.a. voor duurzame organisaties.